# Trophée Ted-Lindsay
Pour les articles homonymes, voir Lindsay.
Le trophée Ted-Lindsay – en anglais Ted Lindsay Award –, connu jusqu'en 2010 sous le nom de trophée Lester-B.-Pearson, est remis au meilleur joueur de hockey sur glace de la Ligue nationale de hockey choisi par ses pairs par le vote de l'Association des joueurs de la Ligue nationale de hockey. Le joueur l'ayant gagné le plus de fois est Wayne Gretzky, il l'a gagné à cinq reprises dont quatre d'affilée.
Le trophée est en l'honneur de Lester B. Pearson, Premier ministre du Canada de 1963-1968 et gagnant du prix Nobel de la paix. En 2010, il est renommé pour honorer Robert « Ted » Lindsay, joueur de dix-sept saisons dans la LNH dont quatorze avec les Red Wings de Détroit.

## Gagnants du trophée
Liste des récipiendaires :
- 1970-1971 – Philip Esposito, Bruins de Boston
- 1971-1972 – Jean Ratelle (1), Rangers de New York
- 1972-1973 – Philip Esposito (2), Bruins de Boston
- 1973-1974 – Robert Clarke (1), Flyers de Philadelphie
- 1974-1975 – Robert Orr (1), Bruins de Boston
- 1975-1976 – Guy Lafleur, Canadiens de Montréal
- 1976-1977 – Guy Lafleur, Canadiens de Montréal
- 1977-1978 – Guy Lafleur (3), Canadiens de Montréal
- 1978-1979 – Marcel Dionne, Kings de Los Angeles
- 1979-1980 – Marcel Dionne (2), Kings de Los Angeles
- 1980-1981 – Michael Liut (1), Blues de Saint-Louis
- 1981-1982 – Wayne Gretzky, Oilers d'Edmonton
- 1982-1983 – Wayne Gretzky, Oilers d'Edmonton
- 1983-1984 – Wayne Gretzky, Oilers d'Edmonton
- 1984-1985 – Wayne Gretzky, Oilers d'Edmonton
- 1985-1986 – Mario Lemieux, Penguins de Pittsburgh
- 1986-1987 – Wayne Gretzky (5), Oilers d'Edmonton
- 1987-1988 – Mario Lemieux, Penguins de Pittsburgh
- 1988-1989 – Stephen Yzerman (1), Red Wings de Détroit
- 1989-1990 – Mark Messier, Oilers d'Edmonton
- 1990-1991 – Brett Hull, Blues de Saint-Louis
- 1991-1992 – Mark Messier (2), Rangers de New York
- 1992-1993 – Mario Lemieux, Penguins de Pittsburgh
- 1993-1994 – Sergueï Fiodorov (1), Red Wings de Détroit
- 1994-1995 – Eric Lindros (1), Flyers de Philadelphie
- 1995-1996 – Mario Lemieux (4), Penguins de Pittsburgh
- 1996-1997 – Dominik Hašek, Sabres de Buffalo
- 1997-1998 – Dominik Hašek (2), Sabres de Buffalo
- 1998-1999 – Jaromír Jágr, Penguins de Pittsburgh
- 1999-2000 – Jaromír Jágr, Penguins de Pittsburgh
- 2000-2001 – Joseph Sakic, Avalanche du Colorado
- 2001-2002 – Jarome Iginla (1), Flames de Calgary
- 2002-2003 – Markus Näslund (1), Canucks de Vancouver
- 2003-2004 – Martin St-Louis (1), Lightning de Tampa Bay
- 2004-2005 – Aucun gagnant, saison annulée
- 2005-2006 – Jaromír Jágr (3), Rangers de New York
- 2006-2007 – Sidney Crosby, Penguins de Pittsburgh
- 2007-2008 – Aleksandr Ovetchkine, Capitals de Washington
- 2008-2009 – Aleksandr Ovetchkine, Capitals de Washington
- 2009-2010 – Aleksandr Ovetchkine (3), Capitals de Washington
- 2010-2011 – Daniel Sedin (1), Canucks de Vancouver
- 2011-2012 – Ievgueni Malkine (1), Penguins de Pittsburgh
- 2012-2013 – Sidney Crosby, Penguins de Pittsburgh
- 2013-2014 – Sidney Crosby (3), Penguins de Pittsburgh
- 2014-2015 – Carey Price (1), Canadiens de Montréal
- 2015-2016 – Patrick Kane (1), Blackhawks de Chicago
- 2016-2017 – Connor McDavid, Oilers d'Edmonton
- 2017-2018 – Connor McDavid, Oilers d'Edmonton
- 2018-2019 – Nikita Koutcherov (1), Lightning de Tampa Bay
- 2019-2020 – Leon Draisaitl (1), Oilers d'Edmonton
- 2020-2021 – Connor McDavid, Oilers d'Edmonton
- 2021-2022 – Auston Matthews (1), Maple Leafs de Toronto
- 2022-2023 – Connor McDavid (4), Oilers d'Edmonton
- 2023-2024 – Nathan MacKinnon (1), Avalanche du Colorado